# Simulium omorii
Simulium omorii är en tvåvingeart som först beskrevs av Takahasi 1942.  Simulium omorii ingår i släktet Simulium och familjen knott. Inga underarter finns listade i Catalogue of Life.